# Condado de Wapello
O Condado de Wapello é um dos 99 condados do estado norte-americano de Iowa. A sede do condado é Ottumwa, que é também a sua maior cidade. O condado tem uma área de 1129 km² (dos quais 11 km² estão cobertos por água), uma população de 35 625 habitantes, e uma densidade populacional de 31,9 hab/km² (segundo o censo nacional de 2010). O condado foi fundado em 1843 e recebeu o seu nome em homenagem ao chefe ameríndio Wapello (1787-1842), líder da tribo ameríndia Fox (ou Meskwaki).